# 斑點 (漫威漫畫)
斑點（英語：Spot），本名喬納森·歐恩博士（Dr. Jonathan Ohnn），是一名由漫威漫畫創作的虛構超级反派。

## 其他媒體

### 電視
- 《蜘蛛人》（1994）：由奧利維·米爾海德（英语：Oliver Muirhead）配音。
- 《蜘蛛人》（2017）：由克里斯賓·弗里曼配音。

### 電影
- 蜘蛛宇宙系列：由傑森·薛茲曼配音。
  - 《蜘蛛人：新宇宙》（2018年）：在邁爾斯·摩拉斯逃離實驗室期間，一名未具名的超煉金科學家被邁爾斯以貝果擊中。其後在續集中揭示該名科學家則是歐恩博士。
  - 《蜘蛛人：穿越新宇宙》（2023年）
  - 《蜘蛛人：超越新宇宙》（2027年）

### 遊戲
- 《MARVEL未來之戰》：手機遊戲，斑點是玩家可使用的角色之一。